# Наневска тузла
Вижте пояснителната страница за други значения на Тузла.
Наневска тузла, погрешно наричана Тауклиман (Птичи залив) по името на близкия залив, е малко езеро в северната част на българското Черноморие край резервата Яйлата, община Каварна.
Намира се на около 5 km северно от нос Калиакра. Образувано е в свлачище недалеч от курорта „Русалка“. Отделено е от морето с пясъчен вал, през който се просмукват или прехвърлят морски води. Подхранва се от изворни води. Дължината му от югозапад на североизток е 430 m, ширината – до 70 m и площ 0,1 км2. Солеността му варира от 2,3 до 87‰. Дъното на езерото е покрито с лечебна сероводородна тиня (лиманна кал).
По време на сезонните миграции езерото се изпълва с много птици, спиращи тук за почивка и хранене. Скалните масиви и покритите с гъста растителност склонове дават убежище на птиците – бухал, белоопашат мишелов, голям маслинов присмехулник, на няколко застрашени влечуги – змиегущер, стенгущер, шипобедрена костенурка.
Местността около езерото е много живописна. В нея се намират останки от антични средновековни селища, части от късноантично укрепление, византийска крепост от V век, голям брой кръгли каменни съоръжения (шарап-таши) използвани за приготвяне на вино.
Достъпът до залива е ограничен с охрана и бариера, и се изисква входна такса от 40 лв.